# Il Sessantotto realizzato da Mediaset
Il Sessantotto realizzato da Mediaset: un dialogo agli inferi è un saggio di Valerio Magrelli, pubblicato nel 2011 per i tipi di Einaudi, vertente sulla vicenda politica di Silvio Berlusconi e sul berlusconismo nella storia della Repubblica Italiana.

## Contenuto
È un'opera scritta in forma dialogica (in quattro atti) dal sottotitolo Un dialogo agli Inferi. In essa un poeta, indicato come "Il Tenerissimo", si confronta con il suo interlocutore, Niccolò Machiavelli, «martire della libertà e apostolo della tirannide» e "Grande Cacologo" (inteso come esperto della categoria del brutto, in senso morale e antropologico). 
Il dialogo verte sullo stato della nazione italiana: sotto esame scorrono i temi e gli eventi cruciali della Storia dell'Italia repubblicana, fino alla Seconda Repubblica: "legge Basaglia, pentitismo, moralismo cattolico, giustizia, politica, sinistra, destra, dittatura mediatica, berlusconismo, e vizi della sinistra". 
Berlusconi viene paragonato a Don Giovanni: entrambi figure di seduttori, promettono (il primo all'elettorato, il secondo alle donne) quello che non possono, ma, ancor prima, non vogliono mantenere.
Proprio la Seconda Repubblica dominata da Berlusconi - è questa la tesi centrale del libro - rappresenta un paradossale punto di arrivo del movimento del 1968: secondo Valerio Magrelli, infatti, è con l'era di Berlusconi, con le sue reti Mediaset, le politiche berlusconiane, il mondo del berlusconismo e dei berluscones, che si decreta il compiersi delle aspirazioni e delle istanze che serpeggiavano nel Sessantotto e nella contestazione giovanile italiana: il disprezzo che contestatori e sessantottini esprimevano per le forme della democrazia borghese ha trovato uno sfocio naturale sul terreno di azione politica e socio-culturale elaborato dal quella figura di vero "ideologo" che è Berlusconi, un incontro che sancisce la vittoria elettorale di Forza Italia e determina l'avvio di un'intera stagione dominata sul piano politico-sociale e comunicativo da Berlusconi, con la "fantasia al potere" che realizza le aspirazioni utopiche, seppure in forme distopiche.

## Edizioni
- Valerio Magrelli, Il Sessantotto realizzato da Mediaset, Einaudi, 2011, ISBN 978-88-06-21033-5